# 超強選擇1分鐘
《超強選擇1分鐘》（英語：The Million Dollar Minute）是香港電視廣播有限公司首個利用TVB fun與觀眾進行互動的現場直播遊戲節目，全節目共20集，由森美、錢嘉樂、蔡一傑、蔡一智、蘇志威及黃翠如主持。節目由大班冰皮月餅呈獻。此節目為2015年TVB Amazing Summer推介綜藝節目之一。
本節目於2015年7月20日起，逢星期一至五晚上22:30-23:00於翡翠台及高清翡翠台同步播出，及於myTV提供節目重溫。而得獎名單會在《環球新聞檔案》後、《晚間新聞》播映前的廣告時段內現場直播公佈。

## 每集內容
| 集數 | 播映日期 | 問題 | 嘉賓 |
| 01   | 7月20日  | 示範題：3位美女助選團成員中，哪位的腰圍最幼？請由幼至粗依次序排列。 選擇：A. Karlie，B. Jasmine W.，C. Crystal 結果：C（23.5'）> A（24'）> B（25'） Question 1：以下三位中，如果要選一位為藝人特首，你的投選次序是甚麼？ 選擇：A. 周潤發，B. 劉德華，C. 譚詠麟 結果：B（28票）> A（24票）> C（2票） （由於TVB fun系統問題，此題不作計分，並由現場藝人及觀眾投票） Question 2：你覺得你的性格與以下哪一位樂園朋友較為相似？請依次序排列。 選擇：A. 米奇老鼠（Mickey Mouse），B. 史迪仔（Stitch），C. 愛莎女皇（Queen Elsa） 結果：A（18票）> B（13票）> C（5票） （由於TVB fun系統問題，此題不作計分，並由現場藝人及觀眾投票） Question 3：你認為以下三位藝人在「Sit Up咬棉花糖」比賽中的名次是甚麼？請由第一至第三名依次序排列。 選擇：A. 蔡一智，B. 蔡一傑，C. 蘇志威 結果：A、B（8粒）> C（7粒） | － |
| 02   | 7月21日  | Question 1：你認為以下三位藝人在泳池競賽的名次是甚麼？請由第一至第三名依次序排列。 選擇：A. 曾淑雅（Jumbo），B. 蔚雨芯（Rainky），C. 何佩瑜（Jeana） 結果：A（31.17秒）> B（77.36秒）> C（超過80秒） 此題在廠外現場直播，並由錢嘉樂作外景主持。 Question 2：你認為以下三位藝人在暈陀陀賽跑的名次是甚麼？請由第一至第三名依次序排列。 選擇：A. 陳庭欣，B. 歐陽巧瑩，C. 馬蹄露 結果：B（30秒）> A（46.76秒）> C（超過47秒） | 曾淑雅、蔚雨芯、何佩瑜 陳庭欣、馬蹄露、歐陽巧瑩                                                             |
| 03   | 7月22日  | Question 1：以下三位中，如果要選一位為「即場視帝」，你的投選次序是甚麼？ 選擇：A. 阮兆祥，B. 張繼聰，C. 洪天明 結果：B（90,343票）> A（32,773票）> C（12,717票） Question 2：你認為以下三位藝人在滑水梯競賽的名次是甚麼？請由第一至第三名依次序排列。 選擇：A. 樂瞳，B. 松岡李那，C. 張秀文 結果：C（5分；11.48秒） > B（4分；10.70秒）> A（4分；11.54秒） 此題在廠外預先錄影，並由森美作外景主持。 | 阮兆祥、洪天明、張繼聰 樂 瞳、松岡李那、張秀文                                                              |
| 04   | 7月23日  | Question 1：你認為以下三位藝人在「吹雞蛋」遊戲的名次是甚麼？請由第一至第三名依次序排列。 選擇：A. 黎耀祥，B. 陳國邦，C. 曹永廉 結果：C（13.21秒）> B（16.91秒）> A（21.97秒） Question 2：請將以下三位藝人依下例次序配對。次序1：正常櫈，次序2：雪糕筒，次序3：無影櫈。 選擇：A. 黎耀祥，B. 陳國邦，C. 曹永廉 結果：A > C > B | 黎耀祥、陳國邦、曹永廉                                                                                      |
| 05   | 7月24日  | Question 1：你認為以下三位藝人在高跟鞋競賽的名次是甚麼？請由第一至第三名依次序排列。 選擇：A. 蔡一傑，B. 陳敏之，C. 梁烈唯 結果：A（14.26秒）> C（15.69秒）> B（20.72秒） Question 2：你認為以下三位藝人在核心肌肉訓練的名次是甚麼？請由第一至第三名依次序排列。 選擇：A. 蔡一智，B. 蘇志威，C. 梁烈唯 結果：C（61.07秒）> A（64秒）> B（77秒） | 陳敏之、梁烈唯                                                                                              |
| 06   | 7月27日  | Question 1：你認為以下三位藝人在「瞓身開風扇競賽」的名次是甚麼？請由第一至第三名依次序排列。 選擇：A. 蝦頭，B. 梁嘉琪，C. 李佳芯 結果：B（27.58秒）> C（27.95秒）> A（超過34秒） Question 2：你認為以下三位藝人在「OL競賽」的名次是甚麼？請由第一至第三名依次序排列。 選擇：A. 譚凱琪，B. 張名雅，C. 李綺雯 結果：A（24.37秒）> B（30.94秒）> C（82.30秒） | 蝦頭、梁嘉琪、李佳芯 譚凱琪、張名雅、李綺雯                                                                 |
| 07   | 7月28日  | Question 1：請將以下三位配音員依次序配對。次序1：武則天，次序2：徐慧，次序3：楊淑妃 選擇：A. 陸惠玲，B. 鄭麗麗，C. 詹健兒 結果：B > C > A Question 2：根據以下三位藝人的武則天扮相，如果要選一位為「扮嘢王」，你的投選次序是是甚麼？ 選擇：A. 林盛斌，B. 泰臣，C. 何遠東 結果：A（90,868票）> C（59,555票）> B（9,667票） | 林盛斌、泰 臣、何遠東 陸惠玲、鄭麗麗、詹健兒                                                                |
| 08   | 7月29日  | Question 1：你認為以下三位藝人在「單槓轉圈」競賽的名次是甚麼？請由第一至第三名依次序排列。 選擇：A. 張曦雯，B. 湯洛雯，C. 陳嘉桓 結果：B（15下）> A（12下）> C（11下） Question 2：你認為以下三位藝人在「水中閉氣」競賽的名次是甚麼？請由第一至第三名依次序排列。 選擇：A. 劉溫馨，B. 陳蕊蕊，C. 林泳淘 結果：A（81秒）> C（66秒）> B（40秒） 此題在廠外預先錄影，並由洪天明及陸浩明作外景主持。 | 張曦雯、湯洛雯、陳嘉桓 洪天明、陸浩明 劉溫馨、陳蕊蕊、林泳淘                                                |
| 09   | 7月30日  | Question 1：以下三組藝人中，你較喜歡哪一組的「超強版神同步」演出？請依次序投選。 選擇：A. 楊秀惠、趙永洪，B. 田蕊妮、胡定欣，C. Ｃ君、溫家偉 結果：B（167,652票）> C（12,009票）> A（5,538票） Question 2：以下三種紙紮用品，哪一種的價錢較貴？請由貴至平依次序排列。 選擇：A. 手錶，B. 獨立洋房，C. 麻將 結果：B（$3,180）> C（$2,380）> A（$2,100） Question 3：你認為以下三組藝人在「鬼同你賽跑」的名次是甚麼？請由第一至第三名依次序排列。 選擇：A. 楊秀惠、趙永洪，B. 田蕊妮、胡定欣，C. Ｃ君、溫家偉 結果：C（34.18秒）> B（96.30秒）> A（99.16秒） | 溫家偉、Ｃ 君、胡定欣 田蕊妮、楊秀惠、趙永洪 陳 豪                                                          |
| 10   | 7月31日  | Question 1：你認為以下三位藝人在「儀態萬千」競賽的名次是甚麼？請由第一至第三名依次序排列。 選擇：A. 朱千雪，B. 黃心穎，C. 蔡思貝 結果：B（25.44秒）> C（28秒）> A（35.65秒） Question 2：以下三位中，你較喜歡哪一位「飛躍進步香港小姐」的表現？請依次序投選今晚的冠、亞、季軍。 選擇：A. 朱千雪，B. 黃心穎，C. 蔡思貝 結果：B（92,266票）> C（57,404票）> A（33,192票） | 朱千雪、黃心穎、蔡思貝                                                                                      |
| 11   | 8月3日   | Question 1：你認為以下三位藝人在「喪跑競賽」的名次是甚麼？請由第一至第三名依次序排列。 選擇：A. 陳山聰，B. 袁偉豪，C. 胡諾言 結果：C（24.23秒）> B（27.77秒）> A（41.64秒） Question 2：以下三種水果中，你較喜歡哪種水果？請依次序排列。 選擇：A. 香蕉，B. 蘋果，C. 橙 結果：C（86,290票）> B（52,157票）> A（45,258票） Question 3：你認為以下三位在「籃球三分王」競賽的名次是甚麼？請由第一至第三名依次序排列。 選擇：A. 周柏豪，B. 鄧佩儀，C. 蘇伊俊 結果：C（7球；36.12秒）> A（7球；39.78秒）> B（3球；40.84秒） | 周柏豪、鄧佩儀、蘇伊俊 陳山聰、袁偉豪、胡諾言                                                               |
| 12   | 8月4日   | Question 1：以下三位藝人中，你較喜歡哪一位的「瞓身樓奴」演出？請依次序投選。 選擇：A. 王浩信，B. 李施嬅，C. 麥長青 結果：C（113,690票）> A（67,191票）> B（11,673票） Question 2：你認為以下三位藝人在「呼拉圈競賽」的名次是甚麼？請由第一至第三名依次序排列。 選擇：A. 雨僑，B. 李施嬅，C. 麥美恩 結果：B（19.55秒）> C（22.33秒）> A（33.93秒） | 王浩信、李施嬅、麥長青 雨 僑、麥美恩                                                                        |
| 13   | 8月5日   | Question 1：你認為以下三位藝人在「靚太競賽」的名次是甚麼？請由第一至第三名依次序排列。 選擇：A. 呂慧儀，B. 陳煒，C. 張美妮 結果：B（38.73秒）> A（54.45秒）> C（65.47秒） Question 2：以下三條巴士路線中，按單程計算，哪一條路線有較多車站（包括頭尾總站）？請由多至少依次序排列。（截至2015-7-15） 選擇：A. 973 尖東（麼地道）往赤柱市集，B. 53 元朗（東）總站往荃灣西站，C. 171 荔枝角往海怡半島 結果：B（75個車站）> A（57個車站）> C（31個車站） Question 3：你認為以下三位在滑水梯競賽的名次是甚麼？請由第一至第三名依次序排列。 選擇：A. 陳偉琪，B. 陳芷尤，C. 陳綺雯 結果：C（11.54秒）> B（12.35秒）> A（14.35秒） 此題在廠外預先錄影，並由陸浩明及林盛斌作外景主持。 | 呂慧儀、陳 煒、張美妮 陸浩明、林盛斌 陳偉琪、陳芷尤、陳綺雯                                                 |
| 14   | 8月6日   | Question 1：你認為以下三組藝人在「書包拋文具」競賽的名次是甚麼？請由第一至第三名依次序排列。 選擇：A. 蔡一智、何珮珉，B. 蘇志威、羅鈞滿，C. 林盛斌、黃翠如 結果：B > A > C Question 2：以下三個重量中，哪一個較重？請由重至輕依次序排列。 選擇：A. 5,750克，B. 10.6磅，C. 12.3斤 結果：C > A > B Question 3：你認為以下三組藝人在「音樂堂」競賽的名次是甚麼？請由第一至第三名依次序排列。 選擇：A. 蔡一智、何佩珉，B. 蘇志威、羅鈞滿，C. 林盛斌、黃翠如 結果：A（6.46秒）> B（6.71秒）> C（18.34秒） | 何佩珉、羅鈞滿、林盛斌                                                                                      |
| 15   | 8月7日   | Question 1：以下三位藝人中，哪一位的行李箱較重？請由重至輕依次序排列。 選擇：A. 蔣志光，B. 陳展鵬，C. 古明華 結果：A（34磅）> B（14磅）> C（7磅） Question 2：以下三個港鐵車站中，哪一個車站的出口較多？請由多至少依次序排列。（截至2015-7-15） 選擇：A. 九龍站，B. 美孚站，C. 紅磡站 結果：C（13個）> B（9個）> A（7個） Question 3：你認為以下三位藝人在「射龍門競賽」的名次是甚麼？請由第一至第三名依次序排列。 選擇：A. 何雁詩，B. 陳展鵬，C. 張惠雅 結果：B（27.34秒）> C（31秒）> A（34.09秒） | 蔣志光、陳展鵬、古明華 何雁詩、張惠雅                                                                       |
| 16   | 8月10日  | Question 1：你認為以下三位藝人在「泊車競賽」的名次是甚麼？請由第一至第三名依次序排列。 選擇：A. 謝安琪，B. 阮小儀，C. 黃翠如 結果：A（48.03秒）> B（64.18秒）> C（100.21秒） Question 2：你認為以下三位藝人在「三輪車競賽」的名次是甚麼？請由第一至第三名依次序排列。 選擇：A. 梁靖琪，B. 阮小儀，C. 莊思敏 結果：A（41.84秒）> C（53.46秒）> B（58.54秒） | 謝安琪、阮小儀、梁靖琪、莊思敏                                                                              |
| 17   | 8月11日  | Question 1：你認為以下三位藝人在「矇眼食餅乾競賽」的名次是甚麼？請由第一至第三名依次序排列。 選擇：A. 鄭敬基，B. 彭慧中，C. 金剛 結果：B（4塊；59.87秒）> A（3塊；35.67秒）> C（2塊；44.37秒） Question 2：根據食環署的持牌普通食肆名單，以下三個地區中，哪一區的普通食肆牌照數目較多？請依次序排列。（截至2015-8-10） 選擇：A. 離島區，B. 北區，C. 大埔區 結果：A（265個）> C（246個）> B（235個） Question 3：你認為以下三位藝人在「食雲吞麵競賽」的名次是甚麼？請由第一至第三名依次序排列。 選擇：A. 陳嘉佳，B. 糖妹，C. 譚詠麟 結果：A（15.33秒）> B（43.44秒）> C（46.16秒） 譚詠麟在廠外進行。 | 鄭敬基、彭慧中、金 剛 陳嘉佳、糖 妹、譚詠麟                                                                 |
| 18   | 8月12日  | Question 1：你認為以下三位藝人在「鬥長氣競賽」的名次是甚麼？請由第一至第三名依次序排列。 選擇：A. 謝雪心，B. 陳奐仁，C. 李璧琦 結果：A（24.99秒）> C（17.37秒）> B（16.33秒） Question 2：如果能一夜之間以魔法將西九龍文化區變成一個新的旅遊景點，你較喜歡以下哪一項建設？請依次序排列。 選擇：A. 大型水上樂團，B. 大型夜市，C. 大型Outlet 結果：B（130,199票）> A（51,889票）> C（21,313票） Question 3：你認為以下三位藝人在「魔術飛氈競賽」的名次是甚麼？請由第一至第三名依次序排列。 選擇：A. 沈卓盈，B. 陳嘉寶，C. 葉翠翠 結果：C（40.06秒）> B（44.68秒）> A（47.98秒） | 謝雪心、陳奐仁、李璧琦 沈卓盈、陳嘉寶、葉翠翠 甄澤權                                                        |
| 19   | 8月13日  | Question 1：你認為以下三位藝人在「BB拆局專家競賽」的名次是甚麼？請由第一至第三名依次序排列。 選擇：A. 朱千雪，B. 黃智雯，C. 洪天明 結果：C（18.23秒）> B（23.96秒）> A（38.92秒） Question 2：轟動全城的《四個小生去旅行》記者會中，謝賢與曾江的衝突事件，你較相信以下哪一個是事件起因？ 選擇：A. 一時衝動真打鬥，B. 博宣傳，C. 有積怨 結果：B（138,808票）> C（44,101票）> A（33,307票） Question 3：你認為以下三位藝人在「健身球競賽」的名次是甚麼？請由第一至第三名依次序排列。 選擇：A. 陳瀅，B. 朱晨麗，C. 高海寧 結果：C（20.75秒）> A（29.92秒）> B（43.16秒） | 朱千雪、黃智雯、洪天明 朱晨麗、陳 瀅、高海寧 Joe Junior、李漫芬                                             |
| 20   | 8月14日  | Question 1：你認為以下三組藝人在「跳跳褲競賽」的名次是甚麼？請由第一至第三名依次序排列。 選擇：A. 張振朗、譚永浩、李晉強、郭子豪，B. 黃嘉樂、黃子恆、魏焌皓、阮浩棕，C. 何君誠、何廣沛、黃耀英、黃毅進 結果：A（9.77秒）> B（10.28秒）> C（17.05秒） Question 2：你認為以下三組藝人在「捲布競賽」的名次是甚麼？請由第一至第三名依次序排列。 選擇：A. 龔嘉欣，B. 唐詩詠，C. 黃翠如 結果：A（7.68秒）> B（8.28秒）> C（15.16秒） Question 3：你認為以下三位藝人在「著衫接力賽」的名次是甚麼？請由第一至第三名依次序排列。 選擇：A. 張振朗、譚永浩、李晉強、郭子豪，B. 黃嘉樂、黃子恆、魏焌皓、阮浩棕，C. 何君誠、何廣沛、黃耀英、黃毅進 結果：C（27.39秒）> A（27.61秒）> B（30.77秒） | 龔嘉欣、唐詩詠 張振朗、譚永浩、李晉強、郭子豪 黃嘉樂、黃子恆、魏焌皓、阮浩棕 何君誠、何廣沛、黃耀英、黃毅進 |

## 收視
以下為本節目於香港無綫電視翡翠台、高清翡翠台之收視紀錄：
| 週次 | 集數  | 日期                  | 平均收視 |
| ---- | ----- | --------------------- | -------- |
| 1    | 01-05 | 2015年7月20日-7月24日 | 20點     |
| 2    | 06-10 | 2015年7月27日-7月31日 | 21點     |
| 3    | 11-15 | 2015年8月3日-8月7日   | 21點     |
| 4    | 16-20 | 2015年8月10日-8月14日 | 20點     |

## 外部連結
- 無綫電視節目網頁 - 超強選擇1分鐘 （页面存档备份，存于）

| 香港無綫電視翡翠台、高清翡翠台 星期一至五 22:30-23:00 時段 | 香港無綫電視翡翠台、高清翡翠台 星期一至五 22:30-23:00 時段 | 香港無綫電視翡翠台、高清翡翠台 星期一至五 22:30-23:00 時段 |
| ---------------------------------------------------------- | ---------------------------------------------------------- | ---------------------------------------------------------- |
|                                                            | 超強選擇1分鐘 （2015.07.20 - 2015.08.14）                  |                                                            |
| 東京攻略 （2015.07.06 - 2015.07.17）                       | 4個小生去旅行 （2015.08.17 - 2015.08.28）                  |                                                            |